# Pueblo Nuevo Viñas
Pueblo Nuevo Viñas – niewielka miejscowość na południowym wschodzie Gwatemali, w departamencie Santa Rosa. Według danych szacunkowych z 2012 roku liczba mieszkańców wynosiła 5 736 osób. 
Pueblo Nuevo Viñas leży około 35 km na zachód od stolicy departamentu – miasta Cuilapa. Miejscowość leży na wysokości 1270 metrów nad poziomem morza, w górach Sierra Madre de Chiapas, w odległości około 35 km od wybrzeża Pacyfiku. 

## Gmina Pueblo Nuevo Viñas
Miejscowość jest także siedzibą władz gminy o tej samej nazwie, która jest jedną z czternastu gmin w departamencie. W 2012 roku gmina liczyła 24 583 mieszkańców. Gmina jak na warunki Gwatemali jest średniej wielkości, a jej powierzchnia obejmuje 290 km². 
Mieszkańcy gminy utrzymują się głównie  z  uprawy roli i hodowli zwierząt a także ze względu na obecność laguna de Ixpaco z turystyki. W rolnictwie dominuje uprawa kawy, kukurydzy i fasoli. 
Klimat gminy jest równikowy, według klasyfikacji Wladimira Köppena, należy do klimatów tropikalnych monsunowych (Am), z wyraźną porą deszczową występującą od maja do października. Średnie roczne opady zawierają się w przedziale pomiędzy 2000 a 4000 mm.